# Björn Wallander
Björn Wallander (* 1. července 1977 Västervik, Švédsko) je švédský fotograf, žijící v New Yorku a specializující se především na interiérovou a portrétní fotografii.

## Život a dílo
Narodil se v malém přístavním městě Västervik v jižním Švédsku. S fotografováním začal již ve svých patnácti letech. Začal sice studovat inženýrský obor, ale zájem o fotografování byl silnější. Odešel do hlavního města Norska, Osla, kde ho přijal za svého asistenta tamní známý fotograf Knut Bry. Po třech letech práce v Oslu se rozhodl, že zkusí štěstí v New Yorku, zabalil si fotografické náčiní do batohu a rozjel se tam.
Po několika měsících začal pracovat jako asistent u již uznávané francouzské fotografky Brigitte Lacombeové, též usazené v New Yorku, a toto partnerství trvalo mnoho let. Později spolupracoval také s fotografy Albertem Watsonem a Frederikem Lieberathem. Při práci asistenta, pracoval ale vždy i na svých vlastních projektech, rozvíjel svůj talent a zvyšoval své profesní kvality. Tříbil svůj fotografický styl, který se vyznačuje skandinávskou přesností, ve dvou oblastech, které ho nejvíce zajímaly: portréty jednotlivců, nebo rodinné portréty (většinou ve spojení s prostředím, kde žijí) a interiéry. Kromě těchto dvou disciplín patří do oblasti jeho zájmů také fotografování architektury, životního stylu, umění a v neposlední řadě také zachycení pohybujících se motorových i nemotorových vozidel. Nevyhýbá se ani fotografování exteriérů a zobrazování venkovského způsobu života. Některé z těchto svých děl publikoval v časopisu Country Living.
Během posledních sedmi let přispěl svými pracemi do časopisů Architectural Digest, Elle Décor, Martha Stewart, Oprah, Departures, House Beautiful, New York Magazine, Flaunt, Dwell a dalších. Pracuje též na reklamních fotografiích při kampaních pro časopisy American Express, Tribeca, Film Festival, Redken a Infinity.
V současné době žije v New Yorku se svou „přítelkyní“ dogou Ellou. Když nepracuje, věnuje se turistice nebo jachtingu.